# Polyurie
Polyurie je stav (symptom), pro který je charakteristické, že výdej moči (diuréza) je vyšší než 2-3 litry za 24 hodin. Příčina polyurie může být v nadměrném příjmu tekutin, například při pití piva nebo u psychické poruchy vedoucí k nutkavému pití, může se ale jednat i o projev onemocnění vylučovací soustavy nebo metabolizmu. Od polyurie se jako symptom odlišuje polakisurie, kdy je diuréza normální, ale postižený je nucen velmi často močit.

## Rozdělení
Podle příčiny lze polyurie roznělit do několika skupin:

### Polyurie z nadměrného příjmu tekutin
Příčinou je obvykle životní styl, nejčastěji právě pití piva, vzácněji se může jednat i o psychickou poruchu (psychogenní polydipsie) spojenou s nutkavým pitím. V obvyklých případech nepředstavuje riziko, i když jsou popsány ojedinělé případy, kdy excesivní přísun tekutin vedl až ke smrti, tzv. otravě vodou.

### Osmotická polyurie
Příčinou osmotické polyurie jsou nadměrné ztráty osmoticky aktivních látek do moči. Za osmoticky aktivními látkami následuje do moči pasivně další voda a tak se zvyšuje diuréza. Takovou osmoticky aktivní látkou bývá nejčastěji glukóza při onemocnění diabetem, pokud její koncentrace v krevní plazmě překročí zhruba 10 mmol/l, mnohdy jde dokonce o první příznak cukrovky. Osmoticky aktivní může být ale i vápník při onemocnění příštítných tělísek (hyperparatyreóza).

### Endokrinní polyurie
Příčinou polyurie může být i neadekvátní produkce hormonů podílejících se regulaci objemu tekutin v těle. Nejčastější příčinou je diabetes insipidus. Centrální forma je způsobena získaným postižením hypotalamu, který přestává produkovat ADH.

## Vrozené poruchy spojené s polyurií
Periferní (renální) diabetes insipidus je způsoben buď necitlivostí buněk ledvin na vazopresin (mutace V2 receptorů), nebo poruchou kanálu pro vodu aquaporin 2.
Fankoniho syndrom představuje vrozenou poruchu zpětného vstřebávání některých látek v ledvinách a je tak příčinou osmotické polyurie.

## Noční polyurie
Noční polyurie je stav, kdy objem moči vyprodukované v noci překračuje (v závislosti na věku) 20-33 % celkové 24hodinové produkce moči, jde o jednu z nejčastějších příčin nykturie.